# Tiago Castro
Tiago Augusto Oliveira Castro (sinh ngày 31 tháng 1 năm 1996) là một cầu thủ bóng đá người Bồ Đào Nha thi đấu cho Vitória Guimarães B, ở vị trí tiền vệ.

## Sự nghiệp bóng đá
Vào ngày 13 tháng 12 năm 2015, Castro có màn ra mắt cho Vitória Guimarães B trong trận đấu tại Giải bóng đá hạng nhất quốc gia Bồ Đào Nha 2015–16 trước Sporting Covilhã.